# Young Money Entertainment
Young Money Entertainment wurde vom Rapper Lil Wayne gegründet und ist ein Musiklabel verschiedener US-Musiker, darunter Drake, Tyga, Nicki Minaj & Lil Twist. Das Label wird jedoch nicht von Lil Wayne, sondern von seinem langjährigen Freund Mack Maine geleitet. Das Label ist verbunden mit Cash Money, das von Rapper Birdman und Lil Wayne geleitet wird.

## Geschichte
Anfang 2009 schlossen sich erstmals mehrere Musiker des Labels Young Money Entertainment zusammen, um unter dem Namen Young Money einen Song aufzunehmen. Ihre Single Every Girl kam bis auf Platz 10 der US-Charts.
Nach dem Erfolg wurde ein komplettes Album der elf Labelkünstler in Angriff genommen. Vorab erschien zum Jahresende die zweite Single Bedrock, bei der die Young-Money-Musiker vom Sänger Lloyd unterstützt wurden. Das Lied wurde ein Nummer-1-Raphit und erreichte Platz 2 der offiziellen Charts. Das Album We Are Young Money erschien zu Jahresbeginn 2010 und stieg auf Platz 9 der Albumcharts ein.
Am 11. März 2014 erschien das nächste Album unter dem Namen „Young Money: Rise of an Empire“.

## Musiker von Young Money
- Chanel West Coast
- Christina Milian
- Cory Gunz
- Euro
- Flow
- Gudda Gudda
- Jae Millz
- Lil Twist
- Lil Wayne
- Mack Maine
- Nicki Minaj
- PJ Morton
- Shanell

## Ehemalige Musiker von Young Money
- Boo
- Curren$y
- Kidd Kidd
- Omarion
- Tyga
- Drake

## Diskografie

### Studioalben
| Jahr | Titel              | Höchstplatzierung, Gesamtwochen, AuszeichnungChartsChartplatzierungen (Jahr, Titel, Platzierungen, Wochen, Auszeichnungen, Anmerkungen) | Anmerkungen                             |
| Jahr | Titel              | US | Anmerkungen                             |
| ---- | ------------------ | --- | --------------------------------------- |
| 2009 | We Are Young Money | US9 Platin · (35 Wo.)US | Erstveröffentlichung: 21. Dezember 2009 |
| 2014 | Rise of an Empire  | US7 (9 Wo.)US | Erstveröffentlichung: 11. März 2014     |

### Singles
| Jahr | Titel Album                       | Höchstplatzierung, Gesamtwochen, AuszeichnungChartplatzierungen (Jahr, Titel, Album, Platzierungen, Wochen, Auszeichnungen, Anmerkungen) | Höchstplatzierung, Gesamtwochen, AuszeichnungChartplatzierungen (Jahr, Titel, Album, Platzierungen, Wochen, Auszeichnungen, Anmerkungen) | Anmerkungen                                              |
| Jahr | Titel Album                       | UK | US | Anmerkungen                                              |
| ---- | --------------------------------- | --- | --- | -------------------------------------------------------- |
| 2009 | Every Girl We Are Young Money     | — | US10 (20 Wo.)US | Erstveröffentlichung: 6. April 2009                      |
| 2009 | BedRock We Are Young Money        | UK9 Platin · (24 Wo.)UK | US2 ×7Siebenfachplatin + Platin (Mastertone) · (25 Wo.)US                                                                                | Erstveröffentlichung: 14. November 2009 feat. Lloyd      |
| 2009 | Steady Mobbin’ We Are Young Money | — | US48 ×2Doppelplatin · (20 Wo.)US | Erstveröffentlichung: 21. Dezember 2009 feat. Gucci Mane |
| 2010 | Roger That We Are Young Money     | — | US56 (11 Wo.)US | Erstveröffentlichung: 23. März 2010                      |
| 2014 | Trophies Rise of an Empire        | UK— SilberUK | US50 (20 Wo.)US | Erstveröffentlichung: 27. Februar 2014 feat. Drake       |

Weitere Singles
- 2014: We Alright (feat. Lil Wayne, Birdman & Euro)
- 2014: Lookin Ass (feat. Nicki Minaj)